# ジャズマン (キャロル・キングの曲)
「ジャズマン」（原題：Jazzman）はキャロル・キングのアルバム『喜びにつつまれて』収録の1974年にシングルカットされた曲。 キングが作曲し、元スティーリー・ダンのデビッド・パーマーが作詞した。 
この曲はトム・スコットによる長いサクソフォンでのソロで最もよく知られているが、キングは「ジャズマン」に寄せる歌と彼（ジャズマン）によるキングへの影響を歌っている。サックス奏者、作曲家、レイ・チャールズ・バンドの元音楽監督のカーティス・エイミーがこの曲での「ジャズマン」である。 
ビルボード・ホット100に入ってまもなく、このシングルは1974年11月中旬にバックマン・ターナー・オーバードライブの "You Ain't Seen Nothing Yet Yet "に次ぐ2位に浮上した。 この曲はまた、 ビルボードのイージーリスニング・チャートで4位に達した。 シングル「ジャズマン」のB面は「アイル・ゴー・マイン (You Go Your Way、I'll Go Mine)」だった。 
この曲は1975年にグラミー賞の最優秀女性ポップ・ヴォーカル・パフォーマンス賞にノミネートされたが、オリビア・ニュートンジョンの「愛の告白 (I Honestly Love You) 」に負けて受賞は逃した。
この曲はシンプソンズのエピソード「伝説のジャズマンよ永遠に (en:'Round Springfield)」で目立つように取り上げられており、イヤードリー・スミスがリサ・シンプソン役で歌っている。この曲は、リサとサックスを演奏する再登場キャラクターのBleeding Gums Murphyとのデュエットとして紹介されている。

## チャートでのパフォーマンス
| チャート(1974年)                           | 最高位 |
| ------------------------------------------ | ------ |
| カナダ・トップ・シングル (RPM)             | 2      |
| カナダ・アダルト・コンテンポラリー (RPM)   | 1      |
| 米国ビルボード・ホット100                  | 2      |
| 米国ビルボード・アダルト・コンテンポラリー | 4      |
| 米国キャッシュボックス・トップ100          | 1      |

| Chart (1974)                                    | Rank |
| ----------------------------------------------- | ---- |
| カナダ RPMトップ・シングル                      | 33   |
| U.S. (ジョエル・ホイットバーンの『ポップ年鑑』) | 42   |